# LSWR 348 class
LSWR 348 class — тип пассажирского паровоза с осевой формулой 2-2-0, сконструированный Уильямом Джорджем Битти взамен паровозов 1-2-0 его отца Джозефа Гамильтона Битти, работавших на экспрессе Солсбери—Эксетер Лондонской и Юго-западной железной дороги. Паровоз оказался настолько неудачным, что вскоре после постройки серии, в декабре 1877 года, Битти вышел в отставку.

## Конструирование и постройка
Когда дирекция дороги убедилась в том, что существующие 1-2-0 паровозы больше не справляются с жёстким расписанием на линии Солсбери—Эксетер, они потребовали у Битти более крупного паровоза.
LSWR 348 class стал первой и единственной собственной разработкой младшего Битти. Все остальные паровозы, построенные для дороги, когда он был главным инженером тяги, были либо конструкциями его отца, либо заводскими разработками. Битти использовал несколько новшеств, в том числе собственной разработки двухкамерную топку и цилиндрический золотник взамен привычного коробчатого в парораспределительном механизме. Непрерывные брызговики на обеих сторонах были похожи на бортовые танки для воды, что не снискало паровозу популярности с точки зрения эстетики.
Дорога пыталась разместить заказ на пяти заводах, но один отказался от конкурса, а два других предложили серьёзно переработать проект. Прототип паровоза не строили, а заказали сразу 20 штук в июне 1876 года компании Sharp, Stewart and Company. На дороге паровозы получили номера 348—367.

## Недостатки
Сразу же после начала эксплуатации паровозов, которые поступили на дорогу в марте—июне 1877 года, выяснилось, что им не хватает пара, они неспособны поддерживать постоянную скорость движения и страдают частыми поломками в экипажной части. Битти обвинял в этом использованные заводом некачественные материалы и низкую культуру производства, но завод указал совету директоров на следующие конструктивные недостатки паровозов:
- нагревательные поверхности топки малы для рабочего объёма использованной машины;
- дымовая коробка неспособна обеспечить достаточную тягу;
- конструкция цилиндрического золотника неудачна, а смазка его недостаточна;
- подвеска тележек недостаточно амортизирована[6].

Историк железной дороги Чип Гамильтон Эллис описывает эти паровозы как «неудачные: слишком большие цилиндры для этого котла, а первые золотники создавали одни неприятности». Битти пытался исправить их недостатки в мастерских на главной базе дороги у Девяти Вязов, но к декабрю 1877 года из 20 паровозов только 4 были работоспособны. Под предлогом ухудшившегося здоровья Битти подал в отставку.

## Усовершенствования Адамса
Преемник Битти на посту главного инженера тяги Уильям Адамс в 1878 году попытался усовершенствовать эти паровозы. Он снабдил их меньшими цилиндрами, проверенным коробчатым золотником, уменьшил дымовую трубу, переработал дымовую коробку и устроил обыкновенные топки. Также он и разделил брызговики, чтобы придать машинам более привычный облик. Опыт с четырьмя паровозами прошёл успешно, но эти «капризные» паровозы на главной линии проработали недолго и многие из них скоро оказались в Портсмуте на тихоходных поездах.
Несмотря на сниженную нагрузку, паровозы продолжали пожирать деньги на ремонте, и Адамс решил перестроить их совершенно, использовав новые цилиндры и собственной разработки котёл от паровоза Jubilee class. В 1888—1889 годах эту процедуру прошли 8 локомотивов, после чего выяснилось, что дешевле просто построить новые «Юбилеи». В 1889—1898 годах неперестроенные паровозы были отправлены на слом, а перестроенные утилизировали в 1890—1905 годах. Котлы с них переставили на другие паровозы Jubilee class и T1 class.